# Eugene Huu-Chau Trinh
Eugene Huu-Chau Trinh (Saigon, 1950. szeptember 14. –) vietnámi-amerikai biokémikus, űrhajós.

## Életpálya
Kétévesen került Franciaországba, majd 18 évesen tanulni érkezett Amerikába. Amerikai állampolgár lett. 1972-ben az Columbia Egyetemen gépészmérnöki oklevelet szerzett. 1974-ben a Yale Egyetemen doktorált (Ph.D. – tömegspektrum fizika). Ugyanitt 1975-ben és 1977-ben megvédte doktori címét. 1975-től amerikai állampolgár. Több mint 20 szabadalma van bejegyeztve.
1983. június 5-től a Lyndon B. Johnson Űrközpontban részesült űrhajóskiképzésben. Kiképzett űrhajósként tagja volt az STS–51–B és STS–51–G támogató (tanácsadó, problémamegoldó) csapatának. Egy űrrepülése alatt összesen 13 napot, 19 órát és 30 percet (331 óra) töltött a világűrben. Űrhajós pályafutását 1992. július 9-én fejezte be. A NASA központjában Washingtonban, a Fizikai Tudományok Kutatási osztályának igazgatója. 1999-től a NASA Szakigazgatási Hivatal (NMO) igazgatója, a  California Institute of Technology Jet Propulsion Laboratory kutatója.

## Űrrepülések
Az STS–50, a Columbia űrrepülőgép 12. repülésének teherfelelőse. A nyolcadik Spacelab küldetés, valamint az USML–1 laboratórium Föld körüli pályára állítása, benne 31 mikrogravitációs kísérlet elvégzése volt a legénység egyik feladata. A Dobd Dynamics Module (DDM) segítségével súlytalanságban tanulmányozta a szferoidok dinamikáját. Egy űrszolgálata alatt összesen 13 napot, 19 órát és 30 percet (331 óra) töltött a világűrben. 9 200 000 kilométert (5 700 000 mérföldet) repült, 221-szer kerülte meg a Földet.

### Tartalék személyzet
- STS–51–B, a Challenger űrrepülőgép 7. repülésének kutatásspecialistája.
- STS–51–G, a Discovery űrrepülőgép 5. repülésének kutatásspecialistája.

## Írásai
180 tudományos cikk szerzője, számtalan konferencia anyagának készítője (folyadék dinamika, akusztika, anyagtudomány és mikrogravitációs tudomány, valamint technológia).